# Fernando Lorenzo
Fernando Lorenzo Estefan (Montevideo, 31 de enero de 1960) es un economista, profesor y político uruguayo, exministro de Economía y Finanzas de su país. Perteneciente al Frente Amplio. Entre 2005 y 2008 se desempeñó como Director de la Asesoría Macroeconómica y Financiera y de la Asesoría de Política Comercial del Minsiterio de Economía y Finanzas. Entre 2010 y 2013 ocupó el cargo de Ministro de Economía de Uruguay.

## Biografía
Fernando Lorenzo nació en Montevideo, Uruguay en 1960. Se graduó en la Facultad de Ciencias Económicas y de Administración de la Universidad de la República en 1984 con el título de Licenciado en Economía.
Fue director del Centro de Investigaciones Económicas (CINVE) entre 1997 y 2004.
Posee un Diplome d'Etudes Approfondies en Economie et Finances Internationales de la Universidad Paris-Dauphine y un doctorado por la Universidad Carlos III de Madrid.
Es Presidente de la Red de Investigaciones Económicas del Mercosur, consultor nacional e internacional en temas económicos y financieros y autor de publicaciones y trabajos de investigación en temas macroeconómicos, de comercio y finanzas internacionales y métodos cuantitativos aplicados a la economía.
Es docente en los posgrados de Economía de la Universidad ORT Uruguay y de la Universidad de la República.

### Actuación ministerial
Lorenzo Estefan fue designado Ministro de Economía y Finanzas el 1 de marzo de 2010, asumiendo la titularidad de esa secretaría de Estado al momento de iniciar el mandato el presidente José Mujica. Renunció el 21 de diciembre de 2013 
Integró esa función en representación del Frente Líber Seregni, una alianza programática y electoral conformada por los grupos de izquierda moderada Asamblea Uruguay, Alianza Progresista y Nuevo Espacio, agrupaciones históricas del Frente Amplio hoy nucleadas bajo la influencia de Danilo Astori. Junto al expresidente del Banco Central del Uruguay, Mario Bergara, y al ministro de Transporte y Obras Públicas, Enrique Pintado, son los articuladores más destacados de ese sector político de la izquierda uruguaya. Orgánicamente, Lorenzo Estefan pertenece al Nuevo Espacio.
Los medios de prensa han sostenido con insistencia que en el seno del gobierno hay, en realidad, dos equipos económicos. Al equipo integrado por Lorenzo, Bergara y Andrés Masoller (jefe de asesoría macroeconómica en el Ministerio de Economía), se "enfrenta" otro equipo ubicado en el entorno inmediato del presidente Mujica, con mayor afinidad ideológica a este. Este "equipo competidor" está integrado por Gabriel Frugoni (director de OPP), Jerónimo Roca (subdirector de OPP) y Pedro Buonomo (asesor).

## Procesamiento
El 21 de diciembre de 2013 el fiscal Juan Gómez Duarte actuando en el marco de la investigación PLUNA (Primeras Líneas Uruguayas de Navegación Aérea, aerolínea uruguaya cerrada en 2014) pidió su procesamiento por un delito de "abuso innominado de funciones" previsto en el Código Penal uruguayo. Ante esta situación Lorenzo renunció a su cargo como Ministro de Economía. El 4 de abril de 2014, Lorenzo fue procesado sin prisión por el delito de abuso de funciones, junto al hasta ese momento presidente del Banco República (BROU) Fernando Calloia.
El Tribunal de Apelaciones en lo Penal de 1.er Turno confirmó la condena de Calloia y revocó la absolución de Lorenzo. Esto fue en línea con lo pedido por Luis Pacheco, fiscal de Crimen Organizado
La clave del caso fue el otorgamiento en 2012 de un aval bancario de US$ 13 millones a la empresa Cosmo para que pudiera participar en el remate de los aviones de la ex Pluna.